# Shiv Sena
Le Shiv Sena (शिव सेना (Śīv Senā)) est un ancien parti politique indien nationaliste marathi, implanté dans l'État du Maharashtra et souvent décrit comme extrémiste. Il est désormais divisé en deux mouvements opposés, le Shiv Sena dit UBT (Uddhav Balasaheb Thackeray (en)), à la ligne plus régionaliste et s'inscrivant dans la continuité historique du parti, et le Shiv Sena dit Shinde (Eknath Shinde (en)), qui est une scission fondée sur un rapprochement fort avec le BJP.
Le Shiv Sena a été fondé le 19 juin 1966 par le caricaturiste Bal Thackeray pour exiger un traitement de faveur pour les Marathis sur les immigrants à Bombay. Son nom signifie l'« armée de Shivaji » du nom du fondateur de l'Empire marathe au XVIIe siècle.
À partir des années 1970, la ligne du parti s'est élargie de la seule défense des Marathis à un programme plus largement nationaliste hindou alors qu'il s'alliait avec le BJP. Il participe ainsi au gouvernement de coalition du BJP au Maharashtra de 1995 à 1999, mandat durant lequel Bombay est rebaptisée Mumbai.
Les membres du Shiv Sena sont appelés Shiv Sainiks.